# Adán Chávez

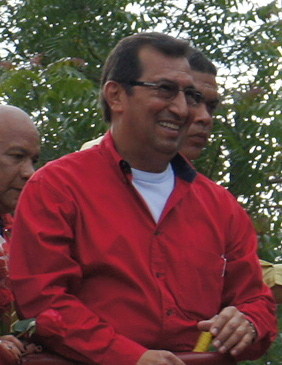
Adán Chávez

Adán Chávez Frías (* 11. April 1953 in Sabaneta) ist ein venezolanischer Politiker und Bruder von Hugo Chávez. Von November 2008 bis Januar 2017 war er Gouverneur des Bundesstaates Barinas.

## Leben
Adán Chávez studierte Erziehungswissenschaften an der Universidad de Mérida. Dort war er mit kommunistischen Gruppen verbandelt.
Im Januar 2007 wurde Adán Chávez von seinem Bruder zum Bildungsminister ernannt. Im Jahr 2008 wurde er Kandidat der PSUV für den Posten des Gouverneurs im Bundesstaat Barinas. Als er gewählt wurde, übernahm er den Platz seines Vaters, der seit 2004 der Gouverneur von Barinas war.
Chávez wurde im Jahr 2012 als einer der möglichen Nachfolger seines verstorbenen Bruders als Staatschef von Venezuela gehandelt.